# Amastra forbesi
Amastra forbesi – wymarły gatunek ślimaka z rodziny Amastridae. Był to endemit Hawajów (USA). Występował na wyspie Oʻahu i jest znany tylko ze szczątków subfosylnych.